# Lommetyveri
Lommetyveri er en form for tyveri, der oftest sker, uden at offeret straks opdager det. Lommetyverier begås af lommetyve, og de går ofte efter penge, kreditkort, mobiltelefoner eller andre værdigenstande, som offeret har i lommen eller i en taske (tasketyverier). Selve tyveriet udføres med stor behændighed, og tyven distraherer ofte offeret ved at stille spørgsmål eller "komme til" at gå ind i ham/hende.
Lommetyveri straffes som andre tyverier med fængsel i indtil 1 år og 6 måneder jf. Straffelovens § 285.
| Politi | Spire Denne politirelaterede artikel er en spire som bør udbygges. Du er velkommen til at hjælpe Wikipedia ved at udvide den. |